# سن-اونوره-دو-شنلی، کبک
سن-اونوره-دو-شنلی (به فرانسوی: Saint-Honoré-de-Shenley) شهری در منطقه شهری بوس-سارتیگان ناحیه شودییر-آپالاش در استان کبک کانادا است. در سرشماری سال ۲۰۱۱ این شهر ۱٬۶۲۵ نفر جمعیت داشته‌است و مساحت آن ۱۳۶٫۴۶ کیلومتر مربع است.